# Alsek
L'Alsek è un fiume del Nord America nord-occidentale.

## Geografia
Il fiume nasce sui Monti Sant'Elia nello Yukon, dalla confluenza dei fiumi Kaskawulsh, Dusty e Dezadeash, poco a valle del lago Kluane, e durante il suo corso attraversa la Columbia Britannica e l'Alaska sud-orientale prima di sfociare nella Dry Bay (Golfo di Alaska) a circa 80 km a sud di Yakutat. La lunghezza è di 250 km, tra gli affluenti il Tatshenshini e il Dezadeash, con il proprio affluente Aishihik. Del bacino idrografico fanno parte anche alcuni laghi, fra cui il Lago Aishihik  e il Lago Dezadeash.